# 克里斯·布朗 (密西西比州政治人物)
克里斯托弗·R·布朗（英語：Christopher R. Brown，1971年3月5日—）是美国商人，自2024年起担任密西西比州公共服务委员会北区委员。他是共和党人，曾于2012年至2024年在密西西比州众议院担任第20选区议员。

## 早年生活及教育
布朗1971年3月5日出生于密西西比州，在德索托县长大并毕业于沃尔纳特高中。随后，他毕业于东北密西西比社区学院和孟菲斯大学。他是一名商人，有五个子女，现居门罗县，其宗教信仰是浸信会。

## 政治生涯

### 密西西比州众议院
布朗于2007年首次竞选密西西比州众议员，挑战时任议员吉米·帕克特，但以100票之差落败。2011年他再次参选，获得密西西比州茶党支持，并以56%对44%的得票率胜出。他曾在农业、资源与水务、医疗补助、交通、筹款等委员会任职。他起草了一项法案，要求密西西比州制造的枪支受州法律而非联邦法律的约束，从而使其凌驾于联邦枪支管制规则之上。他于2015年曾参选密西西比州第一國會選區的特别选举，但在初期即退选。
布朗于2015年连任成功，此次得票率为64%对36%。他于2016年起担任医疗补助委员会主席，同时在拨款、银行与金融服务、资源与水务、宪法、公共卫生与人类服务等多个委员会任职。同年布朗了获美国保守派联盟基金会颁发的“保守卓越奖”。担任医疗补助委员会主席期间，他推动通过了针对医疗补助欺诈的法案。
2019年他在无对手情况下连任，随后出任资源与水务委员会主席，并在银行与金融服务、A类司法、合议司法、医疗补助、筹款、野生动植物和公园等委员会任职。2020年，他与多位州议员共同发布视频，主张民众有权选择自己支持的州旗设计。他是众议院自由核心小组的创始成员之一，主张结束疫情管控政策，并签署联名信呼吁调查2020年总统选举中的舞弊行为。他还提出反对批判性种族理论和DEI政策的决议。

### 密西西比州公共服务委员会
布朗在布兰登·普雷斯利宣布退休参选州长后，宣布参选密西西比州公共服务委员会北区委员一职。在曼迪·古纳塞克拉因居住资格问题被取消参选资格后，他与坦纳·纽曼展开竞争。竞选期间，布朗凭借大部分自筹资金，在财政上始终占据明显优势。布朗为使用煤炭辩护，并批评了拜登政府的能源政策。
布朗在初选中以61%对39%的得票率获胜，由于没有民主党人参选，布朗成功翻转了这一席位。他于2024年1月4日宣誓就职。布朗表示，他的首要任务是与田纳西河谷管理局合作解决霍利斯普林斯公用事业区的问题。此外，他还公开支持特朗普参加2024年总统大选。